# 沖学園中学校・高等学校
沖学園中学校・高等学校（おきがくえんちゅうがっこう・こうとうがっこう）は、福岡県福岡市博多区竹下二丁目にある私立中学校・高等学校。

## 概要
学校法人沖学園は、1941年（昭和16年）、沖四郎により開かれた「興亜珠算道場」をルーツとしている。戦後は「博多経理専門学校」を経て、1958年（昭和33年）、優れた博多商人を育てたいという沖四郎（２代校長に就任）によって「博多商業高等学校」が創立された。博多商業高等学校では、知・德・体の全人教育を通して豊かな人間形成を行ってきた。その後、1987年（昭和62年）に校名を「沖学園高等学校」と改め、普通科を開設し、1992年（平成4年）には中高一貫校の「隆徳館」を開校した。さらに1997年（平成9年）には、新しい時代のニーズに応えて社会総合学科を開き、文武両道の校風の下、産業界をはじめ、文化、スポーツ各分野において、多くの逸材をこれまでに輩出している。創立者・沖暖膚太郎の言葉「四心必不可忘」は、今なお校訓として生き続けている。

## 教育目標
よりよき社会人の育成を理念として、次の人格形成を目標にする。

1. 高い教養に基づく豊かな情操と、常に中庸にして、正しい人生観をもち、心身共に健全な人格を育成する。

2. 国際化社会に対応できる国際感覚と、平和、友好、協調の精神を堅持できる人格を育成する。

3. 次代の社会を担うべき社会人として、進取の精神を富み、想像力豊かな人格を育成する。

4. 絶えず進歩する産業界に即応できる専門技術を修得し、地域社会に貢献できる人格を育成する。

## 教育方針
1. 教師の経験と良識を傾注し、人物第一主義の教育に徹する。

2. 授業の充実を図り、学力の向上に努め、個々に応じた適切な指導を行う。

3. 進学者については、その素質能力を勘案し、適切な指導を行う。

4. 生徒指導に万全を期し、自主的、協調的生活態度の育成と規律正しい教育を行う。

5. 各企業体への就職に万全を期し、産業人としての自覚を持った人間の育成に努める。

6. クラブ活動を強化し、個性の伸長と特技の発揮に重点を置く指導をする。

## 校訓
校訓は「四心」である。自立心を持って学校生活を送り、社会に出ても役立ってほしいという想いが込められている。「四心」は以下の通りである。
一、「ありがたい」という感謝の心

一、「はい」という素直な心

一、「させていただく」という奉仕の心

一、「すまなかった」という懺悔（ざんげ）の心

## 校歌
1. 宝満山の峯青く

　　颯々の風吹くところ

　　校友一千手をとりて

　　行く山坂はしげくとも

　　学びの道を究めなむ

　　ああ　われら沖学園
2. 那珂川の水清らかに

　　㴸々の流れさざめくところ

　　校友一千気をあわせ

　　よしにごり江の深くとも

　　人の世の徳修めなむ

　　ああ　われら沖学園
3. 玄海灘の波白く

　　雄都博多のどよもすところ

　　校友一千肩くみて

　　重波いかにさわぐとも

　　文化の華を咲かせなむ

　　ああ　われら沖学園

## 教育組織

### 高等学校
- 普通学科
  - 進学コース - 地方有名私立大学への進学を目指して基礎から確実に、大学研究活動に耐えれるスキルを身につけるよう教育をしているコース。
  - アスリートコース - 文武両道で、スポーツ界でも、ビジネス界でも活躍できる真のアスリートの育成を行っているコース。
  - 特進プレミアムコース - 国公立大学・難関私立大学の現役合格を目指し、ハイレベルな授業で難関突破のためのスキルを磨いているコース。
- 社会総合学科
  - 公務員コース - 専門学校と連携した様々な授業と豊富な演習で、公務員試験現役合格を目指すコース。
  - ビジネスコース - 前身が商業高校であることを活かし、即戦力となるための経済センスとビジネススキルを鍛えるコース。
  - 保育福祉コース - 併設する幼稚園や保育園での実践的な演習と、高大連携による授業で、保育・福祉のスペシャリストを育成するコース。
  - 食育コース - 「食」を通じて豊かな人間性と生きる力を培い、様々な食の分野で活躍する人材の育成を目指したコース。
  - グラフィックデザインコース - ＣＧを駆使してデザインの基礎をマスターし、デザイン界へ羽ばたくスキルを持った人材を育成するコース。

### 隆徳館（中高一貫コース）
- 隆徳館コース
  - アイビーコース - 学力を伸ばすコース
  - アカデミーコース - 特技を学ぶコース

## 制服

### 高等学校
- 「先進性」「フォーマル意識」「本物志向」「伝統」をテーマにした品格漂うブリティッシュスタイルの制服である。
  - 2017年度までの旧制服
    - 男子 - 冬服はチャコールグレーのブレザー、チャコールグレーのズボン、グレーのBDシャツ。夏服は白のベストにチェックのズボン、白BDシャツ。
    - 女子 - 冬服はチャコールグレーのブレザー、チャコールグレーのプリーツスカート、グレーのBDシャツ。夏服は白のベストとチェックプリーツスカート。指定の靴下。

  - 2018年度からの新制服
    - 男子 - 冬服はライトグレーのブレザー、チェックのズボン、白のBDシャツ。夏服はグレーのベストにチェックのズボン、白BDシャツ。
    - 女子 - 冬服はライトグレーのブレザー、チェックのプリーツスカート、白のBDシャツ。夏服はグレーのベストとチェックプリーツスカート。指定の靴下。

### 中高一貫コース（隆徳館）
- 隆徳館の制服は、中等部・高等部ともに時代のトレンドに左右されない「凛とした美しさ」でイメージされている。コムサデモード　スクールレーベルの制服である。
  - 高等部
    - 男子 - 冬服はライトブラウンのブレザー、チェックのズボン、白のBDシャツ。夏服は白のベストにチェックのズボン、白BDシャツ。
    - 女子 - 冬服はライトブラウンのブレザー、チェックのプリーツスカート、白のBDシャツ。夏服は白のベストとチェックプリーツスカート。指定の靴下。

  - 中等部
    - 男子 - 冬服はライトブラウンのブレザー、チェックのズボン、白のBDシャツ。夏服は白のベストにチェックのズボン、白BDシャツ。赤をベースにしたネクタイ。
    - 女子 - 冬服はライトブラウンのブレザー、赤をベースにしたチェックのプリーツスカート、白のBDシャツ。夏服は白のベストとチェックプリーツスカート。ネクタイはリボン風である。指定の靴下。

## 部活動・同好会
運動部
- 硬式野球部（中学・レインボーリーグ所属）
- 硬式野球部（高校）- 第100回全国高等学校野球選手権記念大会南福岡大会で優勝、全国大会初出場を果たす。[1]
- 柔道部（中高）- チームのスローガンは「乾坤一擲」運を天にまかせて、のるかそるかの大勝負をすることである。
- 少林寺拳法（高校）
- 陸上部（中高）- 練習では向上心を持ち、常に自身の「動き」について考える練習をしている。仲間とともに走る・投げる・跳ぶなかでメリハリのある練習をしている。
- テニス部（中学）
- バレーボール部（高校）- 本校男子バレーボール部は、「人としてどうあるべきかを一番大切に考え、みんなに応援してもらえる集団であれ」という考えのもと、校訓である「四心」をバレーボールを志す上での心の基礎とし、感謝の気持ちをかたちで表現することを目標に福岡県制覇達成のため日々精進している。
- バスケットボール部（高校）- 技術だけでなく、礼儀や思いやり、感謝の気持ちをもつということを厳しく指導している部活動である。「誰からでも応援されるチーム」「For　the　team」「全員で」をモットーに日々練習に励んでいる。
- ゴルフ部（中高）
- カヌー部（中高）- 2003年度に創設された新しい部活である。沖学園では、フラット・ウオーター・レーシングを行なっている。フラット・ウォーターとは文字どおりフラットな水面のことで、流れの静かなところでカヌーを漕ぎ、スピードを競うスポーツ競技である。
- フィギュアスケート部（中高）
- スピードスケート（ショートトラック・高校）
- 自転車競技部（高校）
- 空手道部（休部）
- 剣道部（休部）

文化部
- 吹奏楽部
- 軽音部
- ESS部（休部）
- 演劇部
- 放送部
- 書道部
- 茶道部
- バトン部（休部）
- 美術部
- ビストロ部

総合部
- レスキュークラブ - 沖学園のレスキュークラブは、予測不可能な事態が起きることも想定し、高校生としてできる限りの救助支援活動ができるようなクラブを目指し活動をしている。また、レスキュークラブは活動を通して、命の尊厳と世界の平和に貢献する生徒を育む事も目標にしている。

同好会
- 英数研究会
- 将棋同好会
- 理科研究会
- マジック同好会

## 沿革

### 年表
- 1959年（昭和34年）- 博多商業高等学校として開校。理事長に沖四郎が就任。学校法人会が発足した。校舎第1期工事竣工。校舎第2期工事竣工。
- 1960年（昭和35年）- 校舎第3期工事竣工。
- 1961年（昭和36年）- 校歌制定。
- 1962年（昭和37年）- 校舎第4期工事竣工。
- 1964年（昭和39年）- 校舎第5期工事竣工。
- 1987年（昭和62年） - 沖学園高等学校に改称。
- 1988年（昭和63年） - 普通科を設置。
- 1992年（平成4年） - 中学校を設置し、中高一貫教育（隆徳館）を開始。
- 1996年（平成8年） - 男子ゴルフ部が、第17回全国高等学校ゴルフ選手権大会にて優勝[2]。
- 2003年（平成15年）- 男子ゴルフ部が、第24回全国高等学校ゴルフ選手権大会にて優勝。
- 2009年（平成21年）- 男子ゴルフ部が、第30回全国高等学校ゴルフ選手権大会にて優勝。
- 2010年（平成22年）- 女子ゴルフ部が、第31回全国高等学校ゴルフ選手権大会にて優勝。
- 2011年（平成23年）- 男子ゴルフ部が、第32回全国高等学校ゴルフ選手権大会にて優勝。
- 2012年（平成24年）- 男子ゴルフ部が、第33回全国高等学校ゴルフ選手権大会にて優勝。
- 2018年（平成30年）- 硬式野球部が、第100回全国高等学校選手権記念大会（甲子園）に初出場。
- 2019年（令和元年）-柔道部が、令和元年度第64回福岡県中学校「柔道競技大会」個人戦にて優勝、準優勝。

## 通学手段など
生徒の主な通学手段
- 鉄道：JR九州
- バス：西鉄バス

最寄り鉄道駅など
- JR鹿児島本線竹下駅
- 西鉄バスアサヒビール前バス停（かつては、沖学園前というバス停も存在したが、路線一部廃止に伴い現存しない。）

## その他
- 「沖学園」の校名は創始者の姓に由来する。
- 中学校からの中高一貫コースは「隆徳館」（りゅうとくかん）と称し、一部では「隆徳館中学校」と呼ばれているが、あくまで正式名称は「沖学園中学校」である。

## 著名な出身者

### 野球
- 篠原貴行（元・プロ野球選手）
- 喜田剛（元・プロ野球選手）
- 久保裕也（元・プロ野球選手）
- 田中直樹（元・プロ野球選手）
- 藤田卓史（社会人野球選手）

### ゴルファー
- 北田瑠衣
- 諸藤将次
- 福田真未
- 福山恵梨
- 時松隆光
- 金田久美子（中退）
- 三ヶ島かな
- 後藤未有
- 篠原まりあ
- 井上りこ
- 澁澤莉絵留

### 柔道
- 松田邦恵
- 近藤香
- 園田悠二
- 丸山城志郎
- 安正煥
- 浦明澄

### その他
- 福田良（レーサー）
- 川原星（フィギュアスケート選手）
- 野崎広大（プロレスラー）
- マイキ（ミュージシャン）
- 川嶋あい（歌手）
- おばた英達 (福岡市議会議員)